# Незаконна торгівля сигаретами в Україні
Незаконна торгівля сигаретами в Україні зростає останні роки, і станом на жовтень 2023 року її рівень сягнув абсолютно рекордного показника у 25,7% ринку. Негативний тренд за останні 5 років лише посилюється. Поширення незаконної торгівлі має критичні негативні наслідки для держави та суспільства, як-то: полегшує доступність сигарет для молоді через нижчу за ринкову ціну, а також  існування доступних каналів для покупки, включаючи мережу Інтернет, призводить до втрат державного бюджету (до 22 млрд грн. у 2023 році), сприяє зростанню організованої злочинності  та корупції. Основна причина поширення нелегальної продукції полягає у стрімкому зростанні податків на тютюнові вироби та відсутності належної протидії з боку держави контрабанді та виготовленню контрафакту. Нелегальний ринок тютюнових виробів, згідно з міжнародним юридичним визначенням, це «виготовлення, імпорт, експорт, продаж та володіння тютюновими виробами, що порушує законодавство».

## Види нелегальних сигарет
Торгівлю сигаретами, з яких не сплачені податки, називають нелегальним обігом тютюнових виробів.
До нелегальних видів сигарет відносять, зокрема контрабандні; контрафактні; отримані внаслідок шахрайства; з марками акцизного податку, придбаними для інших виробів («сигарильні» схеми); сигарети під час просування яких на ланцюгу постачання податки сплачено не в повному обсязі («скрутки» ПДВ, несплата акцизного податку з роздрібного продажу тютюнових виробів, «cheap whites» тощо); транскордонні закупівлі. Нелегальний обіг тютюнових виробів на українському ринку формується з окремих сегментів, які мають різну природу та фактори прояву, а саме: незадеклароване виробництво, контрабанда, фальсифікація, незадекларована реалізація.
Дослідницька компанія Кантар фіксує три головні джерела незаконної торгівлі сигаретами:
- підроблена продукція або акцизні марки ([контрафакт])
- продукція, що маркована для Duty Free або для експорту, яка нелегально реалізується на внутрішньому ринку України
- контрабанда[8]

У свою чергу, KPMG виділяє п'ять джерел:
- Контрабанда (CB)
- Підроблені сигарети (CF)
- Незаконні товари з позначкою «Для безмитного продажу»
- Незаконні білі сигарети (IW)
- Незаконні білі сигарети без маркування для певної країни - пачки нелегальних білих сигарет, на пачках яких є маркування «duty free» або таке, що його не можна ідентифікувати[2].

## Форми здійснення нелегального обігу тютюнових виробів
Контрафакт — сигарети, які навмисно копіюють легальні бренди, вводячи в оману покупців, впевнених, що вони споживають справжню продукцію.
Контрабанда — це незаконне переміщення тютюнових виробів з країни із низьким рівнем оподаткування з метою подальшого продажу та споживання в країну із високими ставками податків.
Виділяють контрабанду сигарет з України (переважно в країни ЄС), а також контрабанду сигарет в Україну. За даними сайту «Ні контрабанді», до повномасштабного второгнення Росії, найбільшим “постачальником” такої продукції була Білорусь, 80% продукції звідти продавали далі в Європу, 20% - продавали в Україні. Ще одним джерелом нелегальних сигарет були підтримувані Росією самопроголошені території: Придністров'я, терористичні утворення в Донецькій і Луганській областях, а також і сама РФ. Саме в сусідніх з РФ і ОРДЛО Харківській, Дніпропетровській і Запорізькій областях фіксували майже половину всього обсягу нелегальних сигарет в Україні. Повномасштабна війна суттєво змінила структуру тіньового ринку тютюнової продукції в Україні. Блокада чорноморських портів та закриття кордонів з Росією і Білоруссю фактично перекрили основні традиційні маршрути контрабанди. Так, частка контрабандних сигарет з Білорусі впала з 45% у 2021 році до 8% у 2022 році. За оцінками БЕБ, з початку повномасштабної війни найчастіше фіксувалися спроби нелегального ввезення тютюнових виробів через кордони з Молдовою, Румунією та Польщею. Частка контрабандних сигарет з Молдови зросла з 17% до 24%, а сигарет з невстановленою країною походження – з 36% до 65%.
«Дешеві білі» сигарети («illicit whites», «cheap whites», «незаконні білі») — сигарети, які виробляються спеціально для контрабанди. Вони законно виробляються у країні походження та легально реалізуються першому покупцю, звідки далі потрапляють в нелегальні канали продажу.
Через митний кордон нелегальні сигарети найчастіше проходять у режимі «перерваний транзит» чи з приховуванням від митного контролю.
Схема «перерваного транзиту» — декларування ввезених в Україну сигарет у митному режимі «транзит», без сплати митних платежів та без застосування заходів нетарифного регулювання зовнішньоекономічної діяльності виключно документальним вивезенням таких товарів із території України на адресу штучно створеної фірми-нерезидента. Фактично такі сигарети залишаються на внутрішньому ринку України й потрапляють у незаконний обіг.
Поширене також незаконне переміщення тютюнових виробів з приховуванням від митного контролю або через лінію державного кордону поза постами прикордонного та митного контролю. Держприкордонслужба вказує на те, що сигарети переправляються в газових балонах, у вагонах з вугіллям та з вогнетривкою глиною, у дошках із спеціально вирізаними отворами і навіть у салі. Тютюнові вироби переправляють авіацією, квадрокоптерами, на човнах, вбрід водою.
Поряд з тим, використовуються також і напівзаконні схеми, зокрема, так звані схеми «піджаків» — коли товар для вивезення розподіляється в дозволених до переміщення обсягах між кількома громадянами.
Інші поширені в Україні форми нелегального обігу тютюнових виробів:
- Продаж сигарет із маркуванням «Duty free sales only» — оформлення магазинами безмитної торгівлі фіктивного продажу сигарет пасажирам, які виїжджають за межі території України, із подальшою передачею таких тютюнових виробів в нелегальні канали продажу та їх незаконною реалізацією на митній території України[15]. З 1 жовтня 2023 року запроваджено обмеження на торгівлю сигаретами в магазинах Duty Free (див. детальніше розділ "Законодавство")
- Виготовлення тютюнової продукції та маркування її позначками «Duty free sales only» із подальшою передачею таких тютюнових виробів від їх виробників у нелегальні канали продажу на митній території України.
- Продаж через нелегальні канали на митній території України задекларованої для експорту тютюнової продукції;
- Маркування тютюнових виробів підробленими марками акцизного податку[16], зокрема, через використання так званих марок-двійників.

## Канали нелегального продажу тютюнових виробів
- Реалізація нелегальних тютюнових виробів через легальні канали продажу (магазини, кіоски);
- Продаж нелегальних тютюнових виробів через нелегальні точки продажу (у яких відсутня ліцензія на таку діяльність та порушено інші вимоги законодавства щодо роздрібної реалізації тютюнових виробів), продаж з рук, на відкритих ринках, з розкладок на зупинках, біля станцій метро, функціонування нелегальних магазинів, кіосків;
- Продаж нелегальних тютюнових виробів із використанням інтернет-сайтів, месенджерів, соцмереж та інших засобів зв'язку.

## Масштаби проблеми
Починаючи із 2016 року в Україні спостерігається стрімке зростання рівня нелегальної торгівлі тютюновими виробами: з 1,1 % ринку в 2016 році до 15,9 % станом на травень 2021 року. Станом на червень 2023 року частка нелегального ринку становила 19,5%, за даними Kantar. Рекорд було зафіксовано у грудні 2022 року, коли дослідження показали рівень тіньового ринку у 21,9%. «Такого ніколи не було, це абсолютний історичний антирекорд. Навіть за часів Януковича частка нелегально ринку була менша 10 %», — заявив Данило Гетманцев, народний депутат України, голова Комітету Верховної Ради України з питань фінансів, податкової та митної політики. 83% підробок припадає на бренди транснаціональних корпорацій.
За даними проєкту Моніторинг нелегальної торгівлі тютюновими виробами в Україні, що проводить Kantar Україна, починаючи з 2011 року, середньорічний загальний рівень нелегальної торгівлі тютюновими виробами в Україні в 2021 році становить 14,4 %. При таких обсягах торгівлі нелегальною продукцією втрати державного бюджету від несплачених податків у 2021 році оцінюються в 13,2 мільярда гривень. Понад 7 млрд штук сигарет розповсюджуються саме на чорному ринку. В 2023 році цей показник становить 19,5 %. При таких обсягах торгівлі нелегальною продукцією втрати державного бюджету від несплачених податків у 2023 році оцінюються в 21,1 мільярда гривень.
Згідно з іншим дослідженням, проведеним KPMG, втрати бюджету України, зумовлені нелегальним ринком тютюнових виробів, у 2022 році склали майже 26 мільярдів гривень.
У 2021 році 62 % продукції маркованої для Duty Free для експорту, яка нелегально реалізується в Україні, мала позначку виробництва на Винниківській тютюновій фабриці. Найбільш поширеними марками цієї групи нелегальної продукції є Compliment (з маркуванням для Duty Free) — 47 %, а також Marshall, Marvel, Urta, Jin Ling, загальна частка яких складає 84 % (дані за вересень 2021 року).
Виробником 79% маркованих Duty Free нелегальних сигарет у 2023 році була вказана “Винниківська тютюнова фабрика”. Найбільш поширеним брендом у цій групі є Compliment з позначкою Duty Free, частка якого становить 67%, а також Lifa (9%), Marvel (2%).
62 % нелегальної продукції розповсюджується в семи областях України: Одеській (13 %), Харківській (13 %), Донецькій (10 %), Дніпропетровській (8 %), Запорізькій (6 %), Хмельницькій (6 %), Львівській (6 %). У 2023 році 68% продукції розповсюджувалось в Дніпропетровській (14%), Харківській (9%), Одеській (9%), Львівській (9%), Кіровоградській (8%), Чернівецькій (7%), Хмельницькій (6%) і Полтавській (6%) областях.
Серед контрабанди на першому місці до повномасштабного вторгнення РФ продукція тютюнових фабрик Білорусі — 49 %. Найбільш поширеними марками цієї групи були Credo, Fest, Queen, NZ. 67 % загальної нелегальної продукції продається в кіосках та магазинах.
Через кіоски розповсюджується 35%, магазини - 33%, вуличні торговці - 19%, відкриті ринки - 10%, 3% - інше.

### Фінансові наслідки проблеми
Через контрабанду сигарет лише за 2017-20 роки втрати державного бюджету України склали близько 13,8 млрд грн: у 2017 році 1,2 млрд гривень, у 2018 — 2,6 млрд гривень, у 2019 — 4,7 млрд гривень, у 2020 — 5,3 млрд гривень.
В 2021 році втрати оцінювалися у 15,5 млрд грн, а в 2022 році – у 19,1 млрд грн. Обсяг тіньового ринку у лютому 2023 року становить 7,4555 млрд сигарет і 22 мільярди грн несплачених податків.
Нелегальний збут тютюнової продукції також завдає шкоди місцевим бюджетам, які отримують надходження від сплати акцизного податку з реалізації підакцизних товарів суб’єктами господарювання (5% від вартості). У 2022 році надходження від сплати цього податку становили 8,4 млрд грн. Якби з усієї реалізованої у роздріб тютюнової продукції сплачувалися податки, місцеві бюджети додатково отримали б орієнтовно 1,7 млрд грн.

## Причини
За даними Euromonitor International, незаконна торгівля сигаретами — наймасштабніший вид незаконної торгівлі легальним продуктом. З точки зору прибутковості тютюнова контрабанда поступається лише наркотрафіку: за деякими даними, загальна вартість сигарет, що продаються нелегально у світі, співставна із ринком кокаїну. Лише за рік в світі викурюється приблизно 500 млрд штук нелегальних сигарет.
Серед головних факторів поширення цього явища — цінова різниця між легальними та нелегальними сигаретами (В ціні «білої» пачки сигарет близько 80 % складають податки, які спрямовуються на фінансування різних статей державних витрат). Уникнення сплати цих податків нелегальними виробниками чи контрабандистами забезпечує високу прибутковість такого нелегального бізнесу всередині країни. Сигарети у європейських країнах дорожчі: до шести разів — у Німеччині та Франції, до десяти — у Великій Британії та країнах Скандинавії.
Відтак, уникнення сплати податків нелегальними торговцями тютюновими виробами забезпечує їм можливість пропонувати споживачу тютюнові вироби за цінами, значно нижчими, аніж ринкові.
«Зараз рівень доступності сигарет в Україні становить 25 %. Це означає, що споживач витрачає чверть свого денного доходу на купівлю сигарет. Зростання акцизів призводить до подальшого зростання ціни. Коли сигарети стають надто дорогими для споживача, починає зростати попит на нелегальні сигарети, бо вони дешевші», — заявив у 2020 році Пол Холловей, колишній генеральний директор тютюнової компанії JTI Україна.
Наприклад, за даними Українського інституту майбутнього, який, зокрема, вивчав ціни на нелегальні тютюнові вироби в мережі Інтернет, при замовленні мінімальної партії (зазвичай, кілька блоків по 10 пачок) ціни на нелегальну продукцію в середньому вдвічі менші, ніж на оригінальні вироби. Наприклад, якщо пачка легальних сигарет преміальних марок коштує понад 80 грн, то контрафакт з такою ж назвою тут можна знайти за ціною нижче 40 грн. Крім того, низка груп у Telegram спеціалізується на дрібнооптовій торгівлі, пропонуючи ще нижчі ціни при замовленні від 500 пачок, стимулюючи перепродаж нелегальних сигарет традиційними роздрібними каналами.
Незбалансована система оподаткування тютюнових виробів є одним із фундаментальних стимулів збільшення нелегального ринку. Вважається, що стрімке підвищення акцизів на фоні повільного зростання (або зниження) доходів населення є одним із сприятливих факторів для розвитку нелегальної торгівлі тютюновими виробами. Збільшення ставки акцизного податку призводить до різкого зростання цін, унаслідок чого легальна продукція стає менш доступною для споживачів. Частка прямих податків у роздрібній ціні сигарет сягає 70-80% (акцизний податок, 5% акцизу з роздрібної реалізації і 20% ПДВ). Крім того, легальні виробники сплачують податок на прибуток підприємств, військовий збір та податки на працю (податок на доходи фізичних осіб та єдиний соціальний внесок), а також інші податки і збори. Учасники ж нелегального ринку уникають сплати усіх або частини цих платежів, що робить такий сегмент незаконної діяльності надзвичайно привабливим.
Законом України від 28 грудня 2014 року № 71-VIII «Про внесення змін до Податкового кодексу України та деяких законодавчих актів України щодо податкової реформи», в Україні з 2015 року було уніфіковано оподаткування сигарет без фільтра (цигарки) та з фільтром на єдиному рівні: специфічна ставка — 227,33 грн / 1000 шт. та мінімальне акцизне податкове зобов'язання — 304,11 грн. Впродовж 2016—2017 років вони зростали на +40 % щороку.
Згідно Угоди про асоціацію між Україною та ЄС (статті 352—353) (статті 352—353), передбачене «поступове зближення акцизних ставок на тютюнові вироби, наскільки це можливо, беручи до уваги обмеження регіонального контексту, у тому числі шляхом діалогу на регіональному рівні та відповідно до Рамкової конвенції ВООЗ із боротьби проти тютюну 2003 року». Згідно до положень Директиви Ради ЄС № 2011/64/ЄС від 21 червня 2011 року про структуру та ставки акцизного податку на тютюнові вироби, з 1 січня 2014 року загальний акцизний податок на сигарети повинен становити щонайменше 60 % середньозваженої роздрібної ціни продажу сигарет і не менше 90 євро за 1000 сигарет, незалежно від такої ціни.
Законом України від 07.12.2017 р. № 2245-VIII «Про внесення змін до Податкового кодексу України та деяких законодавчих актів України щодо забезпечення збалансованості бюджетних надходжень у 2018 році». Встановлено восьмирічний графік збільшення специфічних ставок акцизного податку на тютюнові вироби і мінімального акцизного податкового зобов'язання зі сплати акцизного податку з тютюнових виробів до 2025 року на +20 % щорічно до досягнення мінімального стандарту ЄС.
Законом України «Про внесення змін до Податкового кодексу України та деяких інших законодавчих актів України щодо покращення адміністрування та перегляду ставок окремих податків і зборів» № 2628-VIII від 23.11.2018 до плану-графіку зростання на +20 % з другого півріччя 2019 року було додатково проведено індексацію специфічної ставки акцизу на +9,0 % ІСЦ.
Коли зростання акцизів відбувається і відбуватиметься темпами в рази більшими, ніж зростання доходів населення, домогосподарства курців, які не можуть позбутись шкідливої залежності, потерпатимуть від нестачі коштів, та, відповідно робитимуть вибір на користь значно дешевшого нелегального продукту. Це суперечить логіці та практиці реалізації Директив ЄС, які при втіленні політики сприяння зменшенню тютюнопаління враховують соціальний аспект, пов'язаний з реальним рівнем доходів населення.
Серед інших важливих факторів, які зумовлюють розвиток нелегального ринку тютюнових виробів виділяють:
- неефективне законодавство та надмірно м'які санкції;
- недостатньо ефективна робота правоохоронних органів;
- толерантне ставлення суспільства до нелегальної торгівлі тютюновими виробами;
- протекціоністські заходи;
- зловживання пільгами вільних економічних зон тощо[7].

## Законодавство

### Контрабанда
До початку 2012 року контрабанда товарів у великих розмірах в Україні вважалася кримінальним правопорушенням. Санкції за це були такими: від трьох до семи років позбавлення волі; у разі повторного порушення — або при контрабанді групою осіб за попередньою змовою — від 5 до 12 років. У листопаді 2011 року Верховна Рада підтримала декриміналізацію товарної контрабанди.
23 квітня 2021 року у Верховній Раді було зареєстровано проект Закону № 5420 щодо криміналізації контрабанди товарів та підакцизних товарів, а також недостовірного декларування товарів (ініціатор — Президент України Володимир Зеленський). 13 липня 2021 року законопроект було прийнято у першому читанні. (Проект Закону про внесення змін до Кримінального кодексу України та Кримінального процесуального кодексу України щодо криміналізації контрабанди товарів та підакцизних товарів, а також недостовірного декларування товарів.
Законопроект передбачає внесення змін до Кримінального кодексу та Кримінального процесуального кодексу. Кримінальний кодекс України пропонується доповнити новими статтями 201-2 «Контрабанда товарів», 201-3 «Контрабанда підакцизних товарів», 201-4 «Недостовірне декларування товарів». Станом на листопад 2023 року документ все ще перебуває на розгляді парламенту.

### Незаконний обіг підакцизних товарів
Кримінальна відповідальність за незаконний обіг підакцизних товарів регулюється стаття 204 ККУ "Незаконне виготовлення, зберігання, збут або транспортування з метою збуту підакцизних товарів".
Кодекс по Адміністративні правопорушення передбачає відповідальність за: торгівлю сигаретами без акцизних марок чи з підробленими марками (ст. 156), зберігання або транспортування сигарет без акцизних марок (ст. 164-5). Також за незаконне виробництво, перевезення, зберігання і продаж сигарет передбачено штрафи із вилученням товару.

### Контрафакт
За даними [ОЕСР] та Відомства з інтелектуальної власності [ЄС], торгівля контрафактними та піратськими товарами станом на 2019 рік становила 3,3 % світової торгівлі, при цьому прогнозують подальше зростання цього показника.
Чинне законодавство України дозволяє притягти особу до адміністративної відповідальності за виготовлення та розповсюдження контрафакту на території України. Окрім того, ст. 476 Митного кодексу передбачає можливість накладення на особу, яка вчинила переміщення товарів через митницю штрафу з конфіскацією товарів, що переміщуються з порушенням права інтелектуальної власності.

### Duty Free
З 1 жовтня 2023 року вступив у дію Закон №3326-IX «Про внесення змін до Митного кодексу України та інших законів України щодо протидії незаконному обігу тютюнових виробів», який забороняє до кінця воєнного стану виробляти для продажу у безмитному режимі та продавати в магазинах безмитної торгівлі (так звані “duty free”) тютюнові вироби та рідини до е-сигарет. Крім того, заборонено продавати одній особі більше 50 сигарет або 2 пачок в магазинах Duty free протягом доби. За порушення цього ліміту магазин має бути оштрафований на 13600-17000 грн. Передбачається, що завдяки цьому бюджет отримає до 7 мільярдів грн надходжень.

## Державна політика у сфері протидії нелегальному ринку сигарет
З метою удосконалення законодавчого регулювання у 2017 році Кабінет Міністрів України розробив та затвердив комплексну Стратегію у сфері протидії незаконному виробництву та обігу тютюнових виробів, а також на її виконання урядом у 2020 році було ухвалено План заходів з реалізації Стратегії у сфері протидії незаконному виробництву та обігу тютюнових виробів на період до 2021 року. Станом на осінь 2023 року стратегія втратила чинність, і наразі відсутня на державному рівні візія, що робити із нелегальним ринком сигарет. Експерти зазначають, що заходи держави - несистемні і неефективні.
Ухвалена ще у 2017 році Стратегія у сфері протидії незаконному виробництву та обігу тютюнових виробів на період до 2021 року припинила діяти (крім повернення кримінальної відповідальності за контрабанду підакцизних товарів), не досягнувши поставлених цілей, як і План заходів з реалізації цієї стратегії.
Вагомим чинником тінізації обігу сигарет в Україні виступає також відсутність невідворотності покарання за вчинені правопорушення. Судова практика свідчить, що різні правоохоронні органи часто відкривають кримінальні провадження у справах, пов’язаних із незаконним виробництвом чи збутом підакцизної продукції за різними статтями ККУ, в межах своєї підслідності. У підсумку це сприяє уникненню справедливого покарання, а більшість подібних справ взагалі не завершується винесенням вироку.
Крім того, існують законодавчі прогалини,які дозволяють нелегальним виробникам уникати арешту обладнання.

## Контрабанда сигарет з України
Дослідження KPMG Stella демонструвало, що Україна перебуває в топ-5 постачальників контрабандних і контрафактних сигарет в ЄС. Статистика свідчила, що в 2019 році в Євросоюз з України здійснили постачання 2,4 мільярда сигарет — кожну 18 нелегальну в ЄС.
За результатами дослідження за 2020 рік Україна поступилась першим місцем у рейтингу країн-постачальників нелегальних сигарет до ЄС сусідній Білорусі.
За 2022 рік з України було вивезено 0,71 млрд сигарет до інших країн. У 2018-му з України експортувалось 4.43 млрд продукції, а у 2021-му – 0,87.
До повномасштабного вторгнення Україна перебувала серед лідерів постачання контрабандних сигарет до країн ЄС. Утім, її обсяги поступово зменшувалися. За даними KPMG, в 2018 році з України було вивезено 4,43 млрд сигарет, в 2019 – 2,73 млрд, в 2020 – 1,56 млрд, в 2021 – 0,87 млрд., в 2022 – 0,71 млрд. Основними “споживачами” також продукції були Польща, Німеччина, Естонія, Італія, Франція. У 2022 році частка України на ринку нелегальних сигарет у ЄС зменшилась до 1,7% всього ринку.
З початку 2023 року прикордонники фіксують зростання кількості спроб контрабанди сигарет через державний кордон. За даними ДПСУ, основними способами незаконного переміщення тютюнових виробів в пунктах пропуску залишається приховування їх від прикордонно-митного контролю в конструктивних особливостях транспортних засобів, спеціально обладнаних схованках чи серед переміщуваного вантажу. Поза пунктами пропуску прикордонники фіксують спроби контрабанди тютюнових виробів з використанням безпілотних літальних апаратів (коптерного та літакового типу), транспортних засобів високої прохідності та різноманітного спорядження. Через закриття повітряного простору над Україною кількість спроб контрабанди з використанням малої авіації значно зменшилась. При цьому 11% усіх незаконно ввезених до ЄС сигарет припадає на бренд Compliment, який використовує “Винниківська тютюнова фабрика”. У Румунії, Словаччині та Словенії такі сигарети ще більш поширені, а в Угорщині Compliment разом з іншими брендами цього ж виробника (Marvel та Lifa) займає понад 66% нелегального ринку.

## Соціальні наслідки поширеності нелегальних сигарет
Втрати через незаконну торгівлю тютюновими виробами також виходять за рамки суто фінансових втрат, з такими наслідками, як заохочення куріння молоді та збільшення ризику для здоров'я споживачів, оскільки у нелегальних сигаретах неможливо перевірити продукти та інгредієнти.
Окрім того, поширення незаконної торгівлі сигаретами полегшує доступність сигарет для молоді через нижчу за ринкову ціну та існування простих каналів для покупки в Інтернеті. Численні дослідження також встановлюють прямий зв'язок між наявністю дешевих заборонених сигарет та високим рівнем куріння молоді.
Міжнародна торгівельна палата застерігає, що підроблені сигарети можуть містити антисанітарні інгредієнти (такі як людські фекалії, мертві мухи та цвіль), а також значну дозу смертельно шкідливих речовин. У нелегальних сигаретах, які вилучалися в Канаді та Великій Британії, виявили в п'ять разів більше кадмію, у шість разів більше свинцю, на 160 % більше смол і на 133 % більше вуглекислого газу).

## Нелегальний ринок тютюну та організована злочинність
Численні звіти встановили зв'язки між незаконною торгівлею тютюном та організованими злочинними групами, які приваблює високий споживчий попит, високий потенційний прибуток та відносно низькі потенційні штрафи. Дані свідчать про те, що операції з контрабанди тютюну були пов'язані з такими терористичними організаціями, як Хамас та Хезболла, які використовують ці прибутки для фінансування тероризму у всьому світі, з 1980-х років.
У Звіті Всесвітньої митної організації про незаконну торгівлю за 2012 рік наголошується, що незаконна торгівля тютюном є хорошою можливістю для організованих злочинних груп та терористів отримувати великі суми кримінального прибутку. Терористичні групи співпрацюють з організованими злочинними угрупованнями, а також із міжнародними організаціями з торгівлі наркотиками через «встановлені шляхи торгівлі людьми та ділові контакти для передачі товару з метою отримання прибутку».
Фінансування тероризму за рахунок доходів від нелегального обігу тютюнових виробів поширене і в Україні, і у зв'язку із прямою його загрозою економічній безпеці України, питання було предметом розгляду Ради національної безпеки та оборони України.
Зокрема, міністр з питань реінтеграції тимчасово окупованих територій України Олексій Резніков заявив, що деякі із контрабандистів, щодо яких РНБО запроваджено санкції «роблять контрабанду сигарет, які виготовляються на тимчасово окупованих територіях Донецької та Луганської областей, в контрабандний спосіб через Російську Федерацію завозяться в Україну, а з України — в Європу. У такий спосіб вони займаються живленням тероризму».